# Cowpunk
Cowpunk of countrypunk is een subgenre van punkrock dat begon in Zuid-Californië (vooral Los Angeles) in de jaren tachtig. Het genre combineert punk met voornamelijk country, maar ook met folk en blues. Het heeft zijn wortels in genres als countryrock en folkrock.

## Bands
Enkele cowpunkbands met een pagina op de Nederlandstalige Wikipedia.
- D-A-D (vroege albums)
- Me First and the Gimme Gimmes (Love Their Country)
- Meat Puppets (jaren 80)
- Nashville Pussy
- Reno Divorce
- Social Distortion
- Supersuckers
- The Gun Club
- The Vandals (Slippery When Ill)
- Toy Dolls